# اتو و الیزه همپل

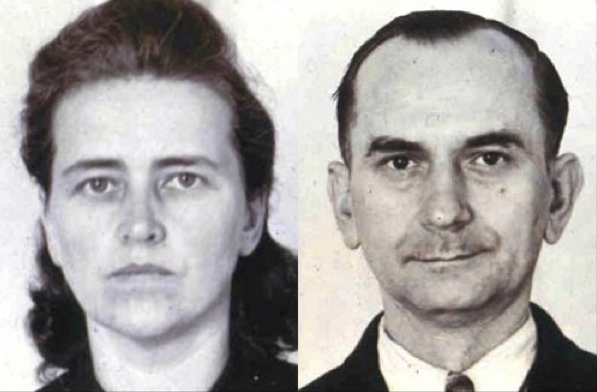
اتو و الیزه در سال ۱۹۴۲

اُتو و اِلیزه هَمپِل، یک زوج فعال در مقاومت آلمان، بودند. این زوج در مدت تقریباً ۳ سال (بین سپتامبر ۱۹۴۰ تا سپتامبر ۱۹۴۲)، کارت پستال و بیش از ۲۰۰ بروشور را علیهٔ آلمان نازی و فعالیت‌های آن، از طریق صندق‌های پست و راه‌پله‌ها، در برلین پخش کردند. در این کارت‌های پستال، مردم از اهدا به خیریه‌های متصل به آلمان نازی و خدمت در ارتش نهی شده بودند. 
در تاریخ ۲۰ اکتبر ۱۹۴۲، خانوادهٔ همپل، بازداشت شدند و توسط دومین سنای دادگاه مردمی آلمان، به جرم تضعیف روحیهٔ سربازان و تدارکات برای خیانت، به اعدام محکوم شدند.
اتو هرمان همپل، (زادهٔ ۲۱ ژوئن ۱۸۹۷ در مولبارک) کارمند کارخانهٔ کابل زیمنز-شوکرت در نزدیکی برلین بود و الیزه همپل (زادهٔ ۲۷ اکتبر ۱۹۰۳ در بیسمارک) نیز یک خدمتکار خانه بود.
بعد از کشته شدن برادر الیزه، در حملهٔ آلمان به فرانسه، این خانواده فعالیت خود را علیه آلمان نازی آغاز کردند.
پیش از این‌که این زوج، به تشویق مبارزهٔ مدنی و خرابکاری در محیط کار، در برلین بپردازند، هیچگونه سابقهٔ فعالیت سیاسی نداشتند؛ با این وجود، گشتاپو تا مدتی تصور داشت که فعالیت آن‌ها توسط یک سازمان بزرگ متشکل از چندین نفر انجام می‌شود. تمرکز اصلی فعالیت آن‌ها، تشویق مردم به کمک‌نکردن به خیریهٔ زمستان بود که بر خلاف ادعای این خیریه، موجودی این سازمان به فعالیت‌های جنگی آلمان نازی پرداخته می‌شد. آلمان نازی به مردم فشار می‌آورد که به این سازمان کمک کنند.
بعد از دستگیری توسط گشتاپو و محکوم شدن توسط قاضی رولانت فرایسلر، این زوج در زندان پولتزینسی با قطع سر، در مارچ ۱۹۴۳ اعدام شدند.